# Georges Ganier d'Abin
Pour les articles homonymes, voir Ganier.
Georges Ganier, dit Ganier d'Abin, né le 23 septembre 1840 à Paris et présumé mort le 6 octobre 1873 à Carthagène (Espagne), est un aventurier français.

## Biographie

### Origines et premières aventures
Né le 23 septembre 1840 dans l'ancien 7e arrondissement de Paris, Joseph-Georges Ganier est le fils d'Eugénie-Jeanne Francheteau (1808-1871) et de Joseph Ganier (né vers 1808), menuisier. Georges aurait également été menuisier, à Montmartre, avant de se découvrir une vocation conforme à son caractère tumultueux et instable.
À partir des années 1860, il se lance en effet dans une vie d'aventures et se fait appeler « Ganier d'Abin » en déformant le patronyme de sa grand-mère maternelle, Jeanne Dabin. Il aurait notamment combattu parmi les zouaves pontificaux en Italie et aurait participé à la bataille de Castelfidardo.
Un certain nombre de ses exploits et voyages semble toutefois avoir été inventé : par exemple, ses propres souvenirs et d'autres témoignages rapportés par Léonce Dubosc de Pesquidoux mentionnent un engagement au service de François II des Deux-Siciles ainsi qu'une participation à une expédition en Abyssinie, épisodes manifestement empruntés à la biographie d'un autre aventurier, Raoul du Bisson.

### Rôle dans l'insurrection polonaise (1863)
En 1863, Ganier d'Abin s'engage aux côtés des insurgés polonais contre les troupes russes.

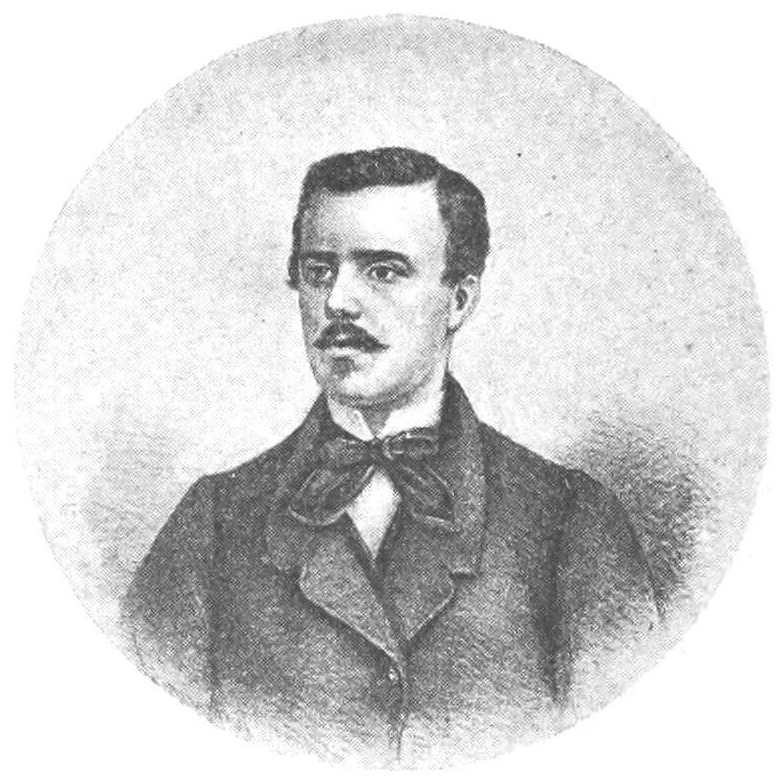
Ganier d'Abin à l'époque de l'insurrection polonaise de 1863.

Au service du gouvernement provisoire formé par les insurgés, il prend notamment part à la bataille de Pyzdry (en) le 29 avril. À la tête du bataillon des « Faucheurs », il force les Russes à se retirer et joue ainsi un rôle décisif, salué par l'ordre du jour d'Edmund Taczanowski (en). Le 8 juin, il repousse les attaques des Russes lors de la seconde bataille d'Ignacewo, mais celle-ci se solde par une défaite polonaise.
Le 15 juillet, le corps dont il a le commandement est mis en déroute par les troupes russes et prussiennes. Peu de temps après, la haute cour criminelle de Prusse lance un mandat d'arrêt contre le jeune insurgé français, qui s'est rapidement élevé du grade de capitaine à celui de colonel.
Donné pour mort à plusieurs reprises (son nom, écrit par erreur « Paul Gannier d'Aubin », figure même sur un monument aux morts de Wola Cyrusowa), il rentre finalement en France au printemps 1864 et rejoint ses parents au no 2 du passage Piémontési.

### Entre la France et le Siam (1864-1871)
Employé de la compagnie du chemin de fer de Lyon, Ganier épouse Hyacinthe-Clarisse Ricou (née en 1824) à l'église Sainte-Marie des Batignolles le 10 décembre 1864. Le jeune marié abandonnera bientôt son épouse au profit de nouvelles aventures.
En 1869, le colonel Ganier d'Abin est au Siam, où il est nommé commandant en chef des troupes de terre ou, plus modestement, capitaine des gardes, par le jeune roi Rama V.
L'année suivante, ayant appris que la guerre venait d'éclater entre la France et les États allemands, il obtient un congé d'un an afin de pouvoir participer à la défense de son pays natal. Malheureusement, en arrivant à Tours, il se blesse accidentellement au genou avec son revolver et se retrouve momentanément dans l'incapacité de combattre. Soigné à Bordeaux, il est nommé colonel de l'armée auxiliaire par décret du 11 janvier 1871.

### Général de la Commune de Paris (1871)
Quelques semaines plus tard, Ganier d'Abin passe au service de la Commune de Paris. Promu général de brigade, il est nommé commandant de la garde nationale du 18e arrondissement par le Comité central de la Garde nationale dans les jours qui suivent le soulèvement du 18 mars 1871. Le 21 mars, il envoie au Comité central un rapport révélant qu'il a fait fusiller sommairement quatre hommes (deux sergents de ville, un gardien de la paix et un gendarme) arrêtés par les communards.
Il donne cependant sa démission moins d'une semaine plus tard, après avoir été suspecté d'être un agent bonapartiste et menacé d'arrestation. Il aurait notamment pris part aux mêmes intrigues que les généraux Lullier et Du Bisson. Le 27 mars, le sous-comité central le déclare indigne et le condamne à mort par contumace. 
Après l'écrasement de la Commune, les autorités légitimes s’occupent à leur tour du cas Ganier : le général communard est jugé par le 4e conseil de guerre, qui le condamne par contumace à la déportation dans une enceinte fortifiée le 27 septembre 1872. Réfugié en Belgique puis aux Pays-Bas, Ganier d'Abin ne purgera jamais sa peine.

### Après la Commune
Le dernier conflit auquel Ganier d'Abin aurait pris part est la Révolution cantonale espagnole. Il s'y serait lié intimement avec la révolutionnaire Mina Puccinelli et aurait commandé un corps de francs-tireurs rebelles lors des combats de Carthagène. C'est là qu'il aurait été tué, le 6 octobre 1873.

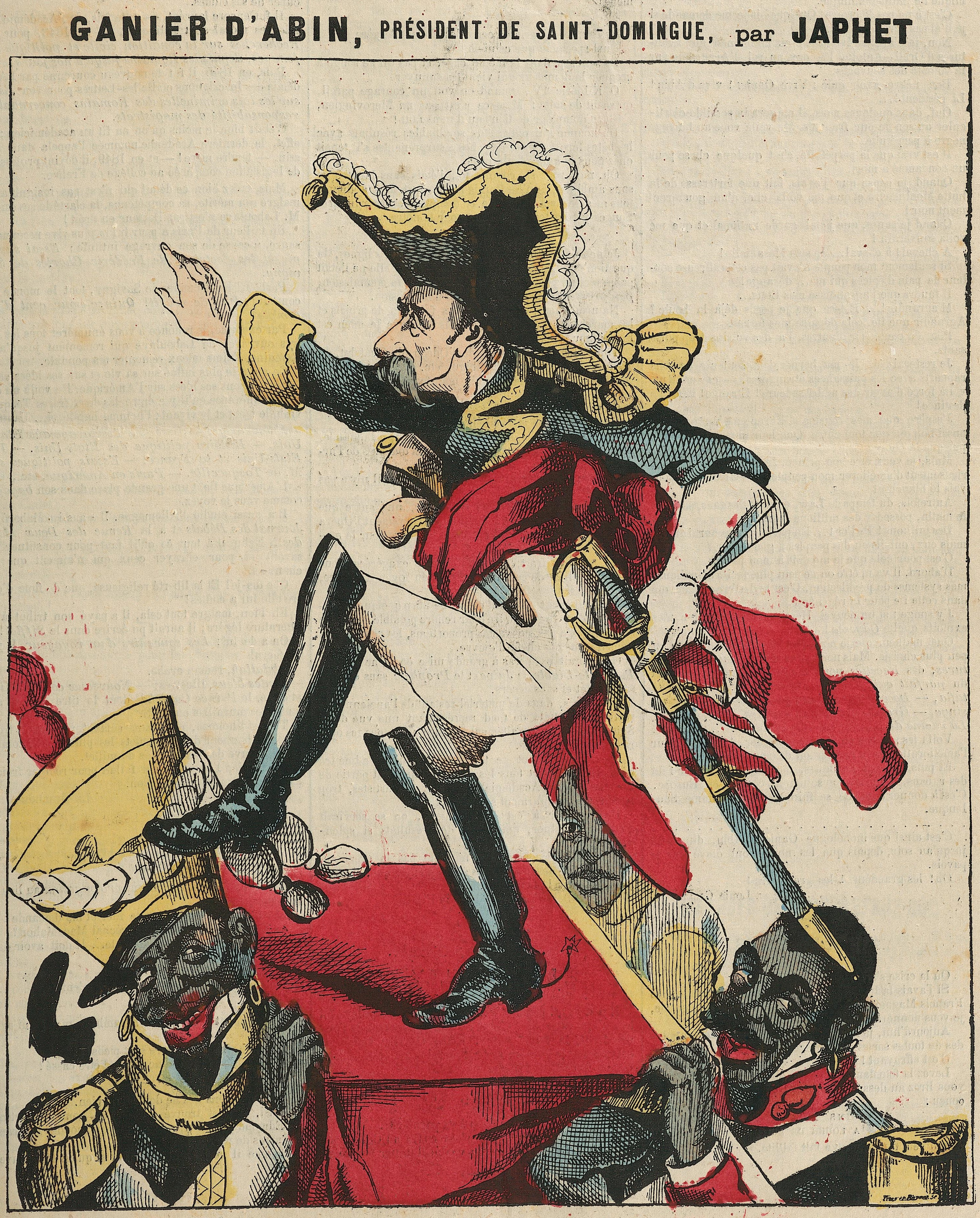
« Ganier d'Abin, président de Saint-Domingue » (Le Sifflet, 23 novembre 1873).

Pourtant, moins d'un mois plus tard, les journaux annoncent que Ganier d'Abin, toujours vivant, aurait pris la tête d'une insurrection contre le président de la République dominicaine, Buenaventura Báez, et qu'il aurait été nommé président à la place de ce dernier.
La nouvelle, d'abord prise au sérieux par beaucoup de monde (dont les éditeurs de l’Almanach de Gotha), s'avère cependant erronée et uniquement fondée sur un faux extrait du Courrier des États-Unis imprudemment relayé par l'agence Havas. Peu de temps après, un autre journal francophone, Le Messager franco-américain, reçoit une lettre dont l'auteur prétend être Ganier d'Abin. Celui-ci affirme qu'il aurait lui-même envoyé ce « canard » (fausse nouvelle) afin de démontrer le manque de sérieux des journaux parisiens et, ainsi, de se venger des calomnies publiées par eux. L'authenticité de cette lettre n'a cependant pas été prouvée.
Certaines revues illustrées étrangères des années 1870-1880 font également état d'un marchand d'opium français actif au Cambodge et nommé « Ganier d'Abain » [sic],.
Les dates et lieux de mort de Ganier d'Abin demeurent par conséquent incertains. En 1884, il est ainsi déclaré « sans domicile ni résidence connus » dans l'acte de divorce obtenu par sa femme.